# Protöthea
Protöthea est un jeu vidéo de type shoot 'em up développé par Digital Builders et édité par Ubisoft, sorti en 2005 sur Windows et WiiWare.

## Accueil

### Récompenses
Le jeu a été nommé dans la catégorie ouverte de l'Independent Games Festival 2005.